# تشارلز إم. غينسبيرغ
تشارلز إم. غينسبيرغ (بالإنجليزية: Charles M. Ginsburg)‏ هو طبيب أطفال أمريكي، ولد في 1943.